# Punta Redona (Tivenys)
La Punta Redona és una muntanya de 246 metres que es troba al municipi de Tivenys, a la comarca catalana del Baix Ebre.